# هنریتا چیسار
هنریِتا چیسار (مجاری: Csiszár Henrietta؛ زادهٔ ۱۵ مهٔ ۱۹۹۴) بازیکن فوتبال اهل مجارستان است.
از باشگاه‌هایی که در آن بازی کرده‌است می‌توان به باشگاه فوتبال فرنتس‌واروش، باشگاه فوتبال زنان بایر ۰۴ لورکوزن، و باشگاه فوتبال ام‌تی‌کی بوداپست اشاره کرد.
وی همچنین در تیم ملی فوتبال زنان مجارستان بازی کرده‌است.